# Liling
Liling är en stad på häradsnivå som lyder under Zhuzhous stad på prefekturnivå i Hunan-provinsen i södra Kina. Den ligger omkring 77 kilometer sydost om provinshuvudstaden Changsha.
På grund av sitt läge nära gränsen till Anyuan i Jiangxi-provinsen var orten ett tillhåll för kommunistpartiets revolutionära verksamhet i regionen under 1920-talet. Den tidigare generalsekreteraren för Kinas kommunistiska parti, Li Lisan, och Folkrepubliken Kinas första ambassadör till Sverige, Geng Biao, kommer båda från orten.

## Källa
- Perry, Elizabeth J. (2012) (på engelska). Anyuan: mining China's revolutionary tradition. Asia-- local studies/global themes ; 24. Berkeley, Calif.: University of California Press. Libris 13455001. ISBN 0-520-27190-4